# Легка атлетика

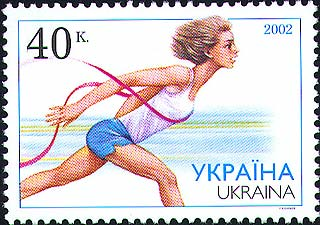
Марка Укрпошти «Легка атлетика» (2002)

Легка́ атле́тика  — олімпійський вид спорту, який об'єднує спортивні дисципліни, що включають змагання з бігу, стрибків, метань та спортивної ходьби. Найрозповсюдженішими видами легкої атлетики є бігові та технічні дисципліни на стадіоні, біг по шосе, крос та спортивна ходьба.
Результати бігових дисциплін оцінюються з огляду на місце, яке спортсмен посів, або на час, який він показав, на фініші, в той час як переможцем у стрибках та метаннях є атлет, що найдовше або найвище стрибнув, чи найдовше метнув знаряддя за результатами серії спроб. Відносна простота змагань та відсутність необхідності у коштовному обладнанні роблять легку атлетику одним з найпопулярніших видів спорту у світі. Легка атлетика складається, переважно, з індивідуальних дисциплін за виключенням естафетних стартів та змагань, в яких додаються індивідуальні показники спортсменів задля визначення команди-переможця (наприклад, у кросі).
Організовані легкоатлетичні змагання беруть свій початок з 776 до н. е., коли було проведено перші античні Олімпійські ігри. Правила та формат проведення змагань із сучасних легкоатлетичних дисциплін було розроблено у Західній Європі та Північній Америці у 19 та 20 сторіччях, та згодом їх перейняли в інших куточках планети. Переважну більшість сучасних найважливіших змагань організовують та проводять під егідою керівного органу світової легкої атлетики — Світової легкої атлетики (англ. World Athletics) та її 214 країн-членів.
Легкоатлетичні види формують кістяк змагань на літніх Олімпійських іграх. Крім цього, найголовнішим легкоатлетичним змаганням є Чемпіонат світу з легкої атлетики, що включає змагання з бігових та технічних дисциплін на стадіоні, марафонський біг та спортивну ходьбу. Інші найпрестижніші змагання включають, наприклад, Чемпіонат світу з легкої атлетики в приміщенні, Чемпіонат світу з напівмарафону та змагання серії «Діамантова ліга».

## Історія

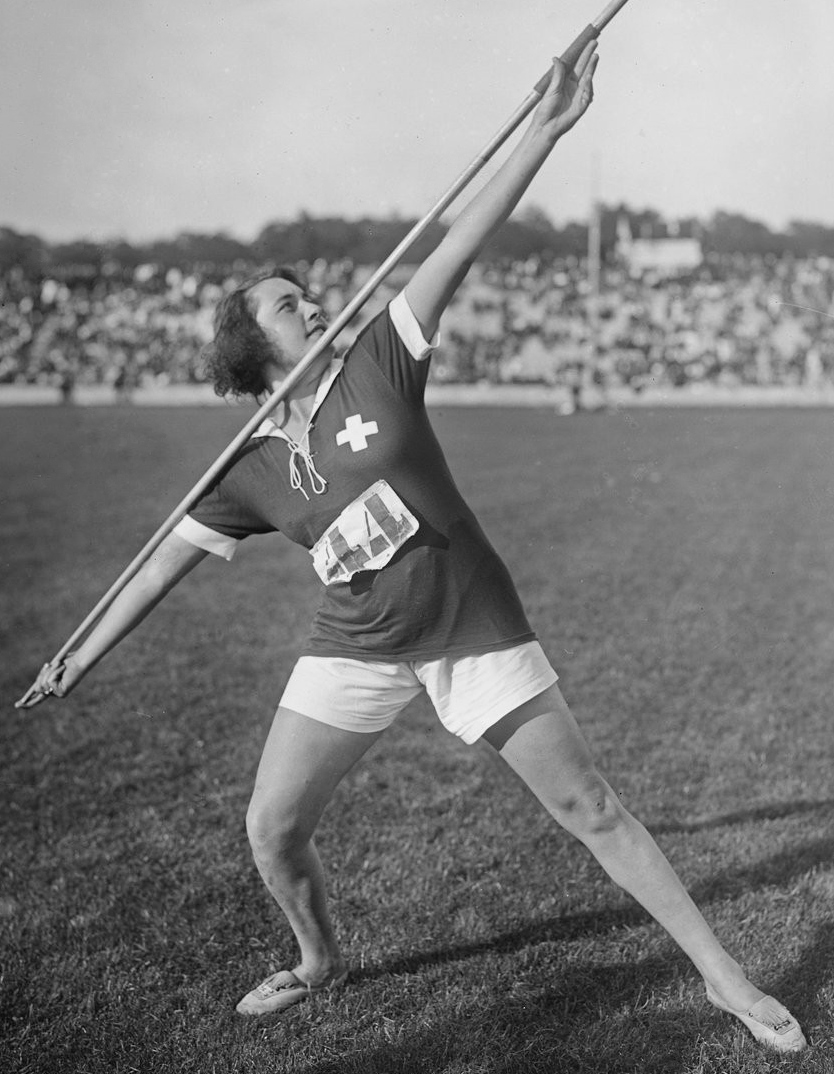
Франческа П'янцола, переможниця перших Всесвітніх жіночих ігор з метання списа

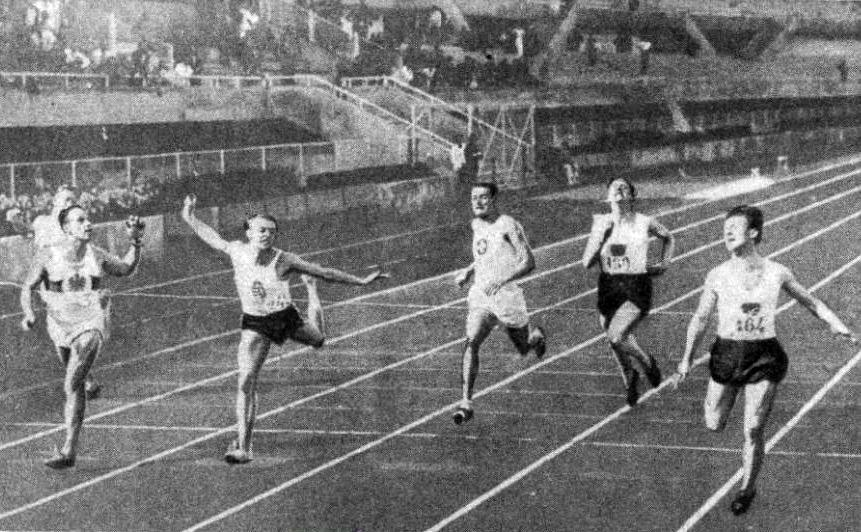
Фініш забігу на 100-метрівці на першому чемпіонаті Європи

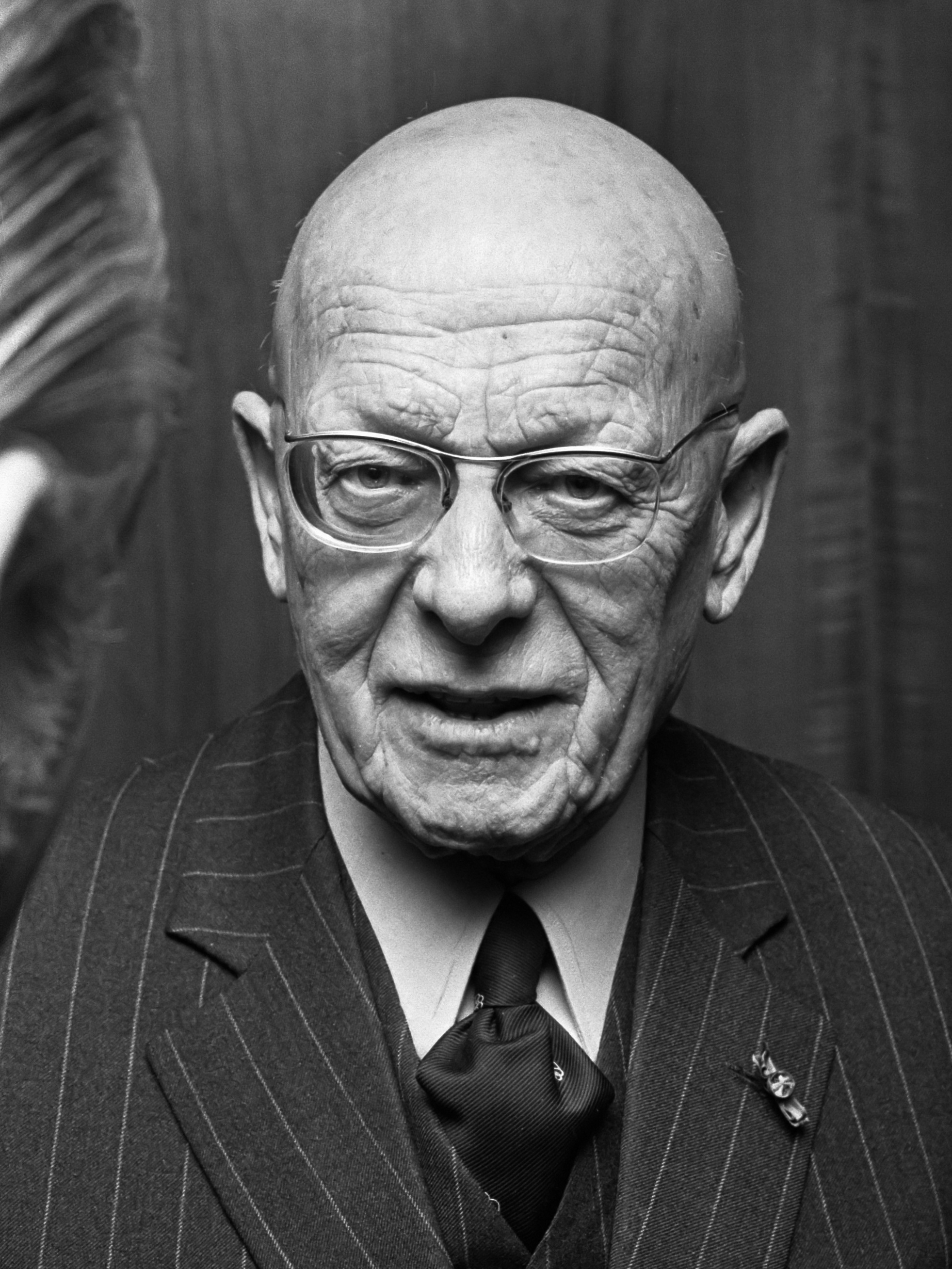
Адріан Паулен, третій Президент ІААФ

Легка атлетика — один з найдавніших видів спорту. За багато століть до нашої ери деякі народи Азії і Африки влаштовували легкоатлетичні змагання. Але справжній розквіт цього виду спорту
настав в Стародавній Греції. Перші Олімпійські ігри давнини, про які збереглись достовірні записи, відбулися в 776 році до н. е. Тоді в програму змагань входив лише біг на 1 стадій (192,27 м). 724 року до н. е. проводився біг вже на 2 стадія, а ще через чотири роки відбувся перший олімпійський забіг на довгу дистанцію — 24 стадія. Перемога на іграх цінувалася дуже високо. Чемпіонам надавали великі почесті, обирали на почесні посади, в їх честь будували монументи. Великою популярністю в Стародавній Греції користувалися стрибки в довжину і естафетний біг (лампадеріомас), учасники якого передавали один одному палаючий факел. Пізніше в програму Олімпійських ігор включили метання диска і метання списа, а 708 року до н. е. вперше провели змагання з багатоборства — пентатлону, в який входив біг на 1 стадій, метання диска, списа, стрибок в довжину (під час розбігу атлет тримав в руках гантелі масою від 1,5 до 4,5 кг) і боротьба (панкратіон). 393 року н. е. Олімпійські ігри припинили своє існування у зв'язку з втратою Грецією самостійності та переходом її під владу Римської імперії. Разом з Олімпійськими іграми античності на довгий час зник і грецький ідеал виховання гармонії тіла й духу, фізичної краси й духовного благородства. Більше тисячоліття повинно було пройти, щоб у новій ситуації, тепер вже не на національному, а на міжнародному рівні було відроджено Олімпійські ігри.

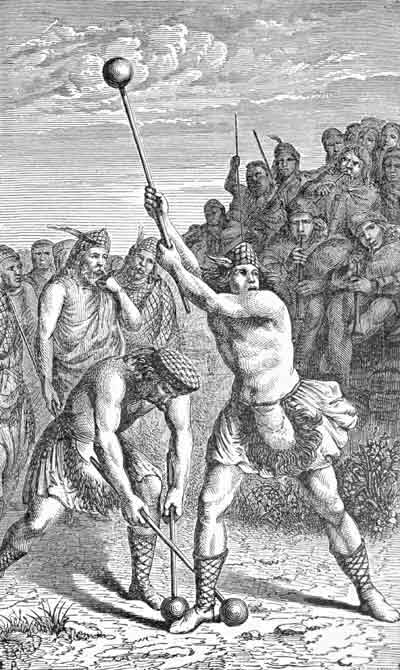
Шотландські середньовічні змагання з метання молота

У середньовіччі великих змагань з легкої атлетики не проводилося, хоча є відомості, що в святкові дні люди розважалися, змагаючись в метанні каменів, стрибках в довжину і у висоту, в бігу на швидкість. Пізніше в Західній Європі біг, стрибки і метання увійшли в систему фізичного виховання лицарів. Чітких правил змагань в цей період ще не було, тому на кожному змаганні вони встановлювались за домовленістю між спортсменами. Однак поступово правила ставали все стабільнішими. Одночасно вдосконалювалися і легкоатлетичні снаряди. Після винаходу в XIV сторіччі вогнепальної зброї від
метання важкого каменю перейшли до штовхання металевого гарматного ядра. Ковальський молот поступово замінили молотом на ланцюгу, а згодом ядро на ланцюгу (на сьогодні — ядро на сталевому дроті з ручкою).

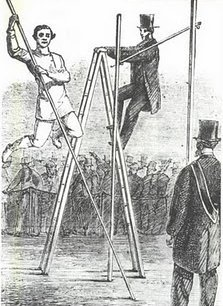
Стрибок з жердиною (ілюстрація 1861)

Легка атлетика як вид спорту почала складатися лише наприкінці першої половини XIX ст. Були зафіксовані результати в стрибку з жердиною в 1789 (1,83 м, Д. Буш, Німеччина), в бігу на одну милю в 1792 (5.52,0, Ф. Павелл, Велика Британія) та в бігу на 880 ярдів в 1830 (2.06,0, А. Вуд, Велика Британія), в стрибках у висоту в 1827 (1,575, А. Вілсон, Велика Британія), в метанні молота в 1838 (19,71 м, Район, Ірландія), в штовханні ядра в 1839 (8,61 м, Т. Каррадіс, Канада) тощо. Вважається, що початок історії сучасної легкої атлетики поклали змагання в бігу на дистанції близько 2 км серед учнів коледжу в англійському Рагбі в 1837, після чого такі змагання стали проводитися в інших навчальних закладах Англії. Пізніше до програми змагань стали включати біг на короткі дистанції, біг з перешкодами, метання ваги, а в 1851 — стрибки в довжину і висоту з розбігу. У 1864 між університетами Оксфорда і Кембриджа провели перші змагання, які сталі надалі щорічними та започаткували традиційні двосторонні матчі, як формат легкоатлетичних змагань.
У 1865 було засновано Лондонський атлетичний клуб, що популяризував легку атлетику, організовував змагання та наглядав за дотриманням аматорського статусу спортсменів. Вищий орган британського легкоатлетичного спорту — Любительська атлетична асоціація, — що об'єднала всі легкоатлетичні організації Британської імперії, був організований в 1880. Дещо пізніше, ніж в Англії, стала розвиватися легка атлетика в США (в 1868 було організовано легкоатлетичний клуб в Нью-Йорку, а 1875 — студентський спортивний союз), яка швидко стала популярною в університетах. Це забезпечило в наступні роки (до 1956) провідне становище американських легкоатлетів у світі. У 1880—1890 в багатьох країнах світу було організовано любительські легкоатлетичні асоціації, які об'єднали окремі клуби, ліги і отримали права вищих органів з легкої атлетики.
Широкий розвиток сучасної легкої атлетики пов'язане з відродженням Олімпійських ігор (1896), в яких, віддаючи данину давньогрецьким олімпіадам, їй відвели найбільше місце. Олімпійські ігри і сьогодні залишаються потужним стимулом для розвитку легкої атлетики в усьому світі.

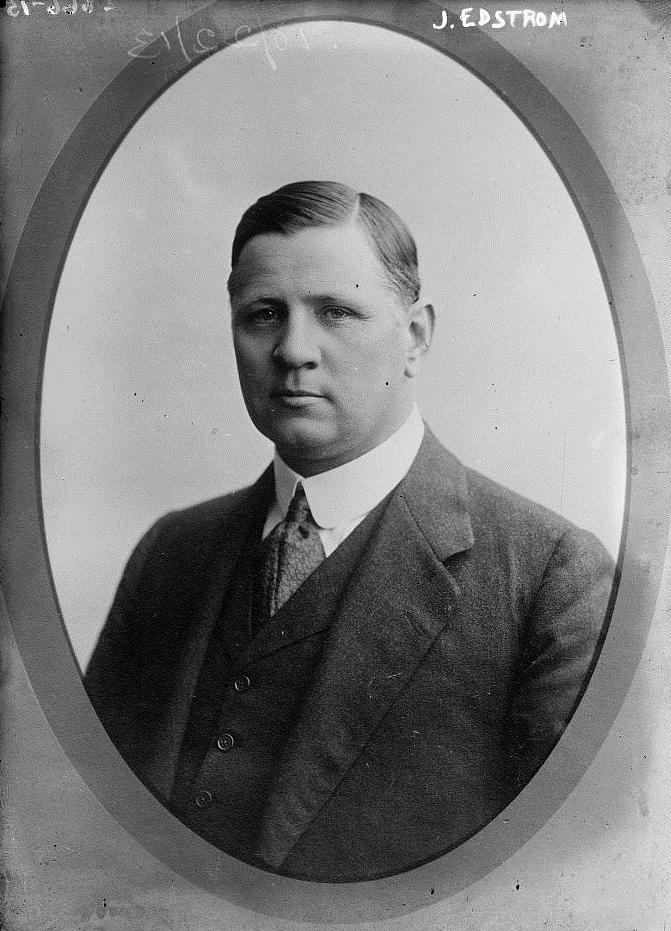
Зігфрід Едстрем, перший президент ІААФ

17 липня 1912 в Стокгольмі було створено Міжнародну аматорську легкоатлетичну федерацію або ІААФ (англ. International Amateur Athletics Federation) як керівний легкоатлетичний орган в цілому світі. Першим президентом ІААФ обрали шведа Зігфріда Едстрема, який залишався на цьому посту до 1946 року. На момент створення федерації до неї входили 17 країн, а зараз вона вже налічує понад 200 країн-членів. Починаючи з 2002, федерація змінила власну назву, зберігши колишню абревіатуру (IAAF) і стала називатись Міжнародною асоціацією легкоатлетичних федерацій (англ. International Association of Athletic Federations).
Для керівництва розвитком легкої атлетики в країнах Європи і регулювання календаря європейських змагань та їх проведення створена Європейська легкоатлетична асоціація, яка об'єднує
легкоатлетичні федерації європейських країн. Подібні асоціації і конфедерації створені і в інших регіонах світу: Азійська легкоатлетична асоціація, Легкоатлетична асоціація Північної і Центральної Америки та країн Карибського басейну, Південноамериканська легкоатлетична конфедерація, Африканська легкоатлетична конфедерація, Легкоатлетична асоціація Океанії.
Подальші віхи розвитку світової легкої атлетики складались із наступних подій:
- 1914 — третій Конгрес ІААФ затвердив перші технічні правила проведення змагань та перші світові легкоатлетичні рекорди.
- 1919 — у Монтевідео було проведено перший чемпіонат Південної Америки з легкої атлетики.

- 1921 — у Парижі створюється Міжнародна жіноча спортивна федерація, до якої увійшли національні організації шести країн. Тоді ж, на паризькому стадіоні «Персен»[fr] відбулися перші Всесвітні жіночі ігри. Популярність цих Ігор сприяла тому, що в 1928 п'ять жіночих видів легкої атлетики включили до олімпійської програми. Всесвітні жіночі ігри проводилися ще тричі — в 1926 (Гетеборг), 1930 (Прага) і 1934 (Лондон). У 1936 Міжнародна жіноча федерація об'єдналася з ІААФ.
- 1922 — в Женеві вперше побачив світ міжнародний легкоатлетичний щорічник, підготовлений Морісом Лойшем. Видання містило велику кількість статистичних матеріалів (рекорди, результати великих змагань, списки кращих атлетів). Після виходу другого видання в 1923, його випуск після смерті автора перервався на довгі роки.
- 1923 — у Парижі вперше провели Всесвітні студентські ігри — Універсіада.
- 1926 — у Мехіко відбулися перші Ігри країн Центральної Америки і Карибського басейну.

- 1934 — у Турині відбувся перший чемпіонат Європи, в якому виступали тільки чоловіки.
- 1940 — перший показ змагань легкоатлетів по телебаченню. Це відбулося під час чемпіонату американських атлетів в приміщенні знаменитого Медісон-сквер-гарден в Нью-Йорку.
- 1946 — новим, другим за ліком, президентом ІААФ стає олімпійський чемпіон-1928 з бігу на 400 метрів з бар'єрами Девід Берглі
- 1950 — у Брюсселі було створено Асоціацію легкоатлетичних статистиків (англ. Association of Track and Field Statisticians). Починаючи з 1951 Асоціація поновлює, після 28-річної перерви, випуск щорічного статистичного видання «ATFS International Athletics Annual».
- 1951 — у Буенос-Айресі проводяться перші Панамериканські ігри, а у Нью-Делі проходять перші Азійські ігри.
- 1961 — у швейцарському Лугано проводяться перші командні змагання ІААФ зі спортивної ходьби, що отримали назву «Трофей Лугано», а пізніше стали Кубком світу, трансформованим у Командний чемпіонат світу зі спортивної ходьби.
- 1965 — у Штутгарті проходить перший фінал розіграшу Кубку Європи, а у Браззавілі — перші Африканські ігри.
- 1966 — у Дортмунді відбулися перші Європейські ігри в приміщенні, які в 1970 перетворили у чемпіонат Європи в приміщенні.
- 1973 — ІААФ бере під свою юрисдикцію міжнародні змагання з кросу, що проводяться з 1903, перетворивши їх на чемпіонат світу з кросу.
- 1975 — ІААФ приймає рішення про автоматичне відсторонення від змагань спортсменів, викритих у застосуванні анаболічних стероїдів.
- 1976 — третім президентом ІААФ стає колишній бігун на 400 і 800 метрів, голландець Адріан Паулен.

- 1977 — у Дюссельдорфі вперше розіграний Кубок світу. Також набирає чинності рішення ІААФ про обов'язкову автоматичну фіксацію результатів з точністю до 0,01 с для реєстрації рекордів світу в спринтерському бігу на дистанціях до 400 метрів включно.
- 1981 — Президентом ІААФ стає італієць Прімо Небіоло.
- 1983 — у Гельсінкі проводиться перший чемпіонат світу з легкої атлетики[4].
- 1985 — вперше проводиться серія комерційних турнірів на запрошення «IAAF / Mobil Grand Prix». В японській Хіросімі проводиться перший Кубок світу з марафонського бігу. Починаючи з 1997, його розіграш включений до програми чемпіонатів світу.
- 1986 — в Афінах проходить перший чемпіонат світу серед юніорів.
- 1987 — в американському Індіанаполісі проводиться перший чемпіонат світу в приміщенні. За два роки до цього в Парижі пройшли так звані Всесвітні ігри в приміщенні. Їхній успіх і привів до створення нового чемпіонату світу.
- 1989 — ІААФ посилює заходи щодо боротьби з вживанням допінгу, зобов'язуючи національні федерації застосовувати санкції до порушників чинних правил.
- 1998 — організатори шести найпрестижніших етапів Гран-прі ІААФ, об'єднавши зусилля і фінанси, створюють нову форму змагань — «Золоту лігу», з найбільшим призовим фондом в історії легкої атлетики (1 мільйон доларів), що діставався атлетам, які перемогли на всіх шести етапах цього щорічного змагання.
- 1999 — від розриву серця вмирає четвертий президент ІААФ Прімо Небіоло. Відповідно до Статуту ІААФ, виконувачем обов'язків президента стає перший віцепрезидент, сенегалець Ламін Діак, якого на наступному Конгресі в 2001 в Едмонтоні обрали повноправним, п'ятим за рахунком президентом ІААФ.
- 2009 — приймається рішення перетворити «Золоту лігу» в «Діамантову»[5].
- 2015 — шостим Президентом ІААФ обраний британець Себастьян Коу[6].

## Розвиток вітчизняної легкої атлетики
Спорт у Російській імперії, як і в інших країнах Європи, почав розвиватися, набувати організаційних форм, ділитися на види лише з середини XIX століття. На ці роки припадають і перші відомі нам згадки про змагання з легкої атлетики, передусім з бігу. Так, у Миколаєві 21 травня 1858 відбулися змагання з бігу, влаштовані військово-морськими офіцерами для матросів і солдатів, 52 чоловіки, розподілені на три забіги, долали півтораверстову відстань уздовж дороги. Того ж дня було проведено й фінальний забіг для визначення переможця
Загалом, виникнення легкої атлетики у Російській імперії пов'язане з організацією в 1888 спортивного гуртка в Тярловому, біля Петербурга. Вперше чемпіонат Російської імперії з легкої атлетики провели 1908 року. У ньому взяли участь близько 50 спортсменів. У 1911 було створено Всеросійську спілка любителів легкої атлетики, яка об'єднала біля 20 спортивних спілок Петербурга, Москви, Києва, Харкова, Мелітополя, Риги та інших міст. Незважаючи на погані умови проведення змагань, деякі українські спортсмени, переважно кияни, демонстрували високі на той час результати. До їх числа можна віднести бігуна на 400 метрів А. Фукса, Н. Попову (100 метрів, стрибки у висоту та довжину), В. Рожкову (штовхання ядра, метання списа) та інших.
В Україні легкою атлетикою почали вперше займатися в Одесі (1893). Дещо пізніше виникають легкоатлетичні гуртки в Катеринославі (1905), Києві та Харкові (1910). У 1913 вперше проводиться міжміський матч Москва-Київ, в якому перемогу здобули москвичі.
10-18 серпня 1921 року в Харкові провели першу Всеукраїнську олімпіаду, яка охоплювала змагання з легкої атлетики. У змаганнях брали участь легкоатлети з Києва, Житомира, Чернігова та інших міст України. Без перебільшення можна сказати, що саме в цей період в Україні було закладено основи для розвитку всіх видів легкої атлетики. Спортивні зв'язки України з іншими країнами було започатковано 1924 року, коли українські спортсмени вперше зустрічали в Харкові легкоатлетів із Фінляндії. Глибокий слід у історії української легкої атлетики залишили Василь Калина, Марко Підгаєцький, Олександр Безруков, Володимир Кожушко, Тетяна Васіна, Лідія Зубенко, Анфіса Спиридонова. У тридцятих роках прославились Зоя Синицька, Зосима Синицький, Микола Виставкін, Олександр Канакі, Гаврило Раєвський, Григорій Артамонов, Зінаїда Борисова, Василь Сидорко.
Подальший розвиток легкої атлетики став можливим не тільки у зв'язку з підвищенням якості тренування, але й у результаті значної роботи зі створення наукової школи фізичної культури і спорту. На початку радянського етапу розвитку вітчизняної «королеви спорту» період було зроблено перші спроби організації тренування протягом усього року. У навчальних і дослідних інститутах почали ширше розроблятися питання навчання і тренування, готувалися нові програми для секцій легкої атлетики і методичні посібники. Успішному становленню системи тренування легкоатлетів сприяли навчально-тренувальні збори. У цей час принцип цілорічної підготовки в одному виді легкої атлетики стає домінуючим.
У 1933—1934 спортсмени починають тренуватись уже двічі на день, проводячи тренування замість ранкової зарядки. Вперше починають проводити і зимові змагання з легкої атлетики, у зв'язку з чим і виникло питання про необхідність будівництва легкоатлетичних манежів. Річний обсяг тренування в цей період досягає 400—500 годин. У 1935 учені вперше взяли участь у тренувальному зборі легкоатлетів для проведення досліджень. Також вперше висувається ідея тренування в гірських умовах і в барокамері (1935). Впродовж 1930-х публікуються багато науково-методичних робіт, присвячених різним питанням спортивного тренування: основам методики тренування, особливостям тренування в різні періоди, підготовці спортсмена до фізичних навантажень, всебічному тренуванню, загальним і спеціальним фізичним вправам легкоатлета, плануванню багаторічного тренування легкоатлетів, тренуванню в зимовий період, перехідному періоду тренування тощо.
У спортивній практиці 1937—1941 для багатьох провідних спортсменів було значно збільшено обсяг силових вправ, кількість занять досягла 5–6 разів на тиждень, іноді вони проводились щоденно і двічі на день. Тренування стало цілорічним. Передвоєнні роки характеризуються широким творчим пошуком тренерами, спортсменами, ученими, медиками шляхів подальшого удосконалення системи тренування. Апробується «світлолідер» по бровці 400-метрової доріжки, робляться спроби застосовувати в тренуванні обтяжуючі пояси і жилети, важчі прилади для метань. Використовуються пристрої для навчання переходу через планку в стрибку з жердиною, блокові тренажери для розвитку сили. Тренери намагаються змінювати умови тренування (м'який ґрунт, тверді перешкоди у стрибках, вузько поставлені стійки у стрибках з жердиною), використовувати засоби психологічної підготовки, застосовувати гандикапи в тренуванні спринтерів. У ці роки ще не було детально вивчено системи спортивного тренування, але принципову схему його побудови практично вже було приведено в дію. Передвоєнні роки відмічені масовим розвитком легкоатлетичного спорту, проведенням численних змагань. Так, у 1935 відбулася перша спартакіада вишів, у 1936 — перша колгоспна спартакіада.

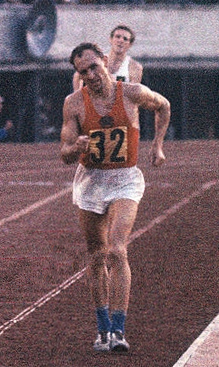
Володимир Голубничий (1964)

По закінченні Другої світової війни, з 1945 відновлюються майже всі традиційні змагання з легкої атлетики. У період 1946—1948 у спортивній практиці одержало визнання планування цілорічного тренування, обов'язкове ведення щоденника спортсмена і журналу тренера, широко використовувались ранкові тренування, було зроблено перші кроки у розробці тижневого циклу. У книзі «Тренування легкоатлета» (1949) Микола Озолін виклав основні засоби і методи спортивного тренування, форми і зміст тренувальних занять, періодизацію і планування спортивної підготовки. У підручнику міститься ряд нових положень: про побудову тижневого тренувального циклу; методи розвитку швидкості і використання з цією метою доріжки з нахилом, а також бігу за мотоциклом; про методику розвитку гнучкості; чотириетапну побудову річного тренування бігунів на середні дистанції і стаєрів тощо. Цю працю широко використали для удосконалення методики тренування в окремих видах легкої атлетики.
Минає небагато часу і вже невпізнанною стає спортивна Україна: незважаючи на тяжкі наслідки війни, розгортається інтенсивне будівництво широкої мережі спортивних споруд, фізична культура і спорт міцно входять у повсякденне життя громадян. На цій основі підвищується майстерність, народжується багато нових імен спортсменів високого класу, здатних гідно представляти Україну на всесоюзних і міжнародних турнірах. На штурм рекордів сміливо вийшли легкоатлети Катерина Адаменко, Василь Гордієнко, Микола Редькін, Юрій Кутенко, Петро Денисенко, Віктор Цибуленко, Володимир Сіткін, Петро Чевгун, Євген Буланчик, Людмила Лисенко, Віра Крєпкіна, Володимир Голубничий, Василь Анисимов, В'ячеслав Скоморохов і багато інших відомих лідерів вітчизняної легкої атлетики.

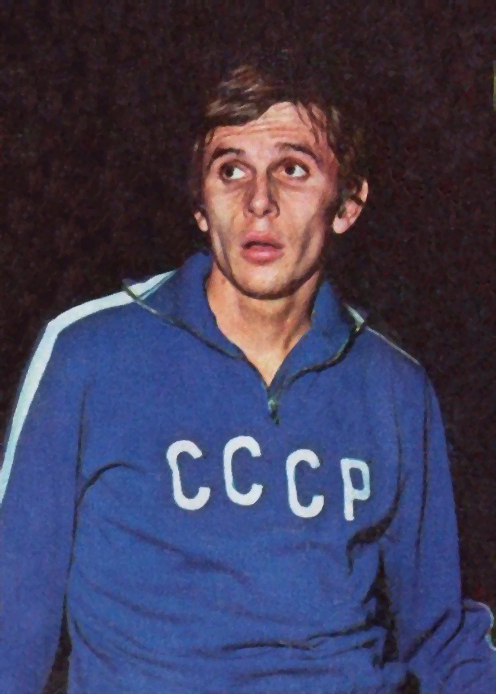
Євген Аржанов (1972)

У 1952 українські легкоатлети вперше взяли участь в XV Олімпійських іграх у Гельсінкі. XVII Олімпійські ігри ознаменувалися появою нових чемпіонів серед легкоатлетів України. І одним з перших став скороход Володимир Голубничий. Він народився, виріс, почав займатися спортом і все своє життя провів у мальовничому українському місті Сумах. На Римській Олімпіаді талановитий спортсмен дебютував у 24 роки. Він завоював блискучу перемогу на дистанції 20 км. Однак через чотири роки, в Олімпійському Токіо, В. Голубничий посів лише третє місце. Через чотири роки скороход із Сум знову здивував усіх — виграв золоту медаль на ХІХ Олімпіаді в Мехіко. Пізніше у Мюнхені В. Голубничий здобув ще й срібну нагороду. І вже зовсім він здивував спортивний світ, коли в 1974, в 38-річному віці, вперше став чемпіоном Європи на своїй улюбленій дистанції. Володимир Голубничий виступав і на п'ятій своїй Олімпіаді — в Монреалі. І хоч у товаристві найсильніших спортсменів світу, багато з яких чи не вдвоє були молодші за нього, сорокарічному ветеранові важко було розраховувати на великий успіх, він і цього разу продемонстрував неабияку спортивну мужність.

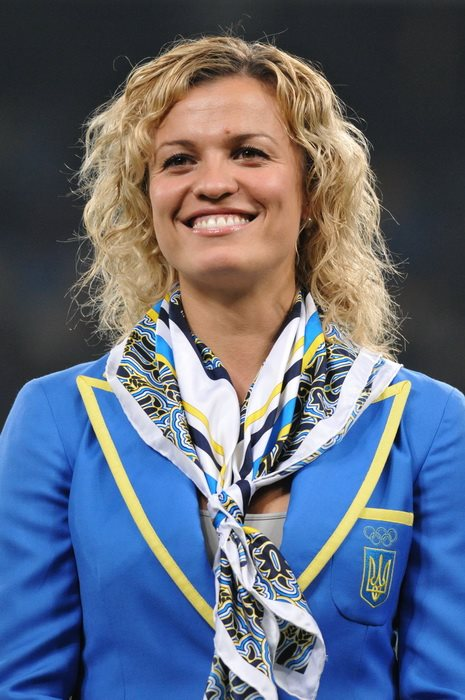
Наталія Добринська (2013)

На XVII Олімпійських іграх перемогу Людмили Лисенко в бігу на 800 метрів вважали закономірністю: дніпропетровська спортсменка була світовою рекордсменкою в цьому виді. Та лаври Олімпійської чемпіонки їй дісталися в дуже запеклій боротьбі. Щоб завоювати золоту медаль, Л. Лисенко довелося повторити свій світовий рекорд, а це потребувало надзвичайного напруження сил в умовах нестерпної римської спеки. Перемога киянки Віри Крєпкіної на змаганнях зі стрибків у довжину була цілком несподіваною для всіх. У першій же фінальній спробі вона встановила рекорд Олімпійських ігор — 6 м 37 см і виграла золоту медаль. Завершив зусилля українського золотого «золотого» квартету в Римі метальник списа з Києва Віктор Цибуленко. Це була його третя Олімпіада. У Гельсінкі він посів четверте місце, в Мельбурні став бронзовим призером.

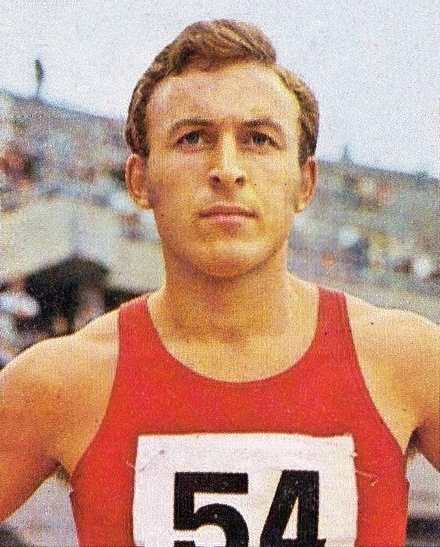
Валерій Борзов (1974)

Героєм ХХ Олімпійських ігор одноголосно визнано видатного спринтера, киянина Валерія Борзова. Першим з європейців Валерій Борзов завоював на одній Олімпіаді 2 золоті медалі за перемогу в бігу на 100 і 200 метрів, а також срібну нагороду в естафеті 4×100 метрів. Спортивним бійцем найвищого класу показав себе на цій Олімпіаді і десятиборець з Одеси Микола Авілов, який виграв золоту медаль зі світовим рекордом (8454 очки). З першої ж спроби став Олімпійським чемпіоном киянин Анатолій Бондарчук, більш як на 2 м перевищивши попередній олімпійський рекорд (75 м 50 см)
з метання молота.
На ХХІ Олімпійських іграх у Монреалі, під час нагородження переможців змагань з метання молота, на п'єдесталі пошани стояли вже два богатирі з України. Золоту медаль здобув молодий київський метальник Юрій Сєдих, а бронзову — Анатолій Бондарчук.
Серед прославлених імен українських легкоатлетів-чемпіонів і рекордсменів України, СРСР, Європи та світу достойне місце по праву займають Леонід Бартенєв, Надія Коняєва, Валерій Брумель, Ігор Тер-Ованесян, Іван Бєляєв, Микола Смага, Людмила Комлєва, Віктор Кудинський, Абрам Кривошеєв, Валентина Козир, Геннадій Блізнєцов, Вадим Архипчук, Леонід Литвиненко, Євген Аржанов, Тетяна Пророченко, Людмила Аксьонова, Ніна Зюськова, Надія Ткаченко, Н. Олізаренко, Віктор Бураков, Володимир Кисельов,
Василь Архипенко, Валерій Підлужний, Тетяна Скачко, Юрій Тамм, Олена Жупієва, Володимир Ященко, Рудольф Поварніцин, Геннадій Авдєєнко, Ольга Бризгіна, Віктор Бризгін, Людмила Джигалова, Марія Пінігіна, Тетяна Самоленко-Доровських, Інеса Кравець, Олена Красовська, Юрій Білоног, Наталія Добринська, Ірина Ліщинська, Інга Бабакова, Олександр Багач, Олександр Крикун, Олена Говорова, Роман Щуренко, Віта Стьопіна, Тетяна Терещук-Антіпова, Олена Антонова, Наталія Тобіас, Денис Юрченко, Жанна Пінтусевич, Вікторія Павлиш, Анжела Балахонова, Іван Гешко, Віта Паламар, Юрій Кримаренко, Богдан Бондаренко, Юлія Левченко та багато інших.
Справжньою легендою українського легкоатлетичного спорту є Сергій Бубка. Цей надзвичайно талановитий спортсмен з 1983 по 1997 шість разів здобував звання чемпіона світу. С. Бубка є переможцем Кубків світу та Європи (1985), чемпіоном Європи (1986). У 1988 він став чемпіоном XXIV Олімпійських ігор у Сеулі. Він встановив 35 світових рекордів і тричі визнавався кращим спортсменом світу.

## Дисципліни

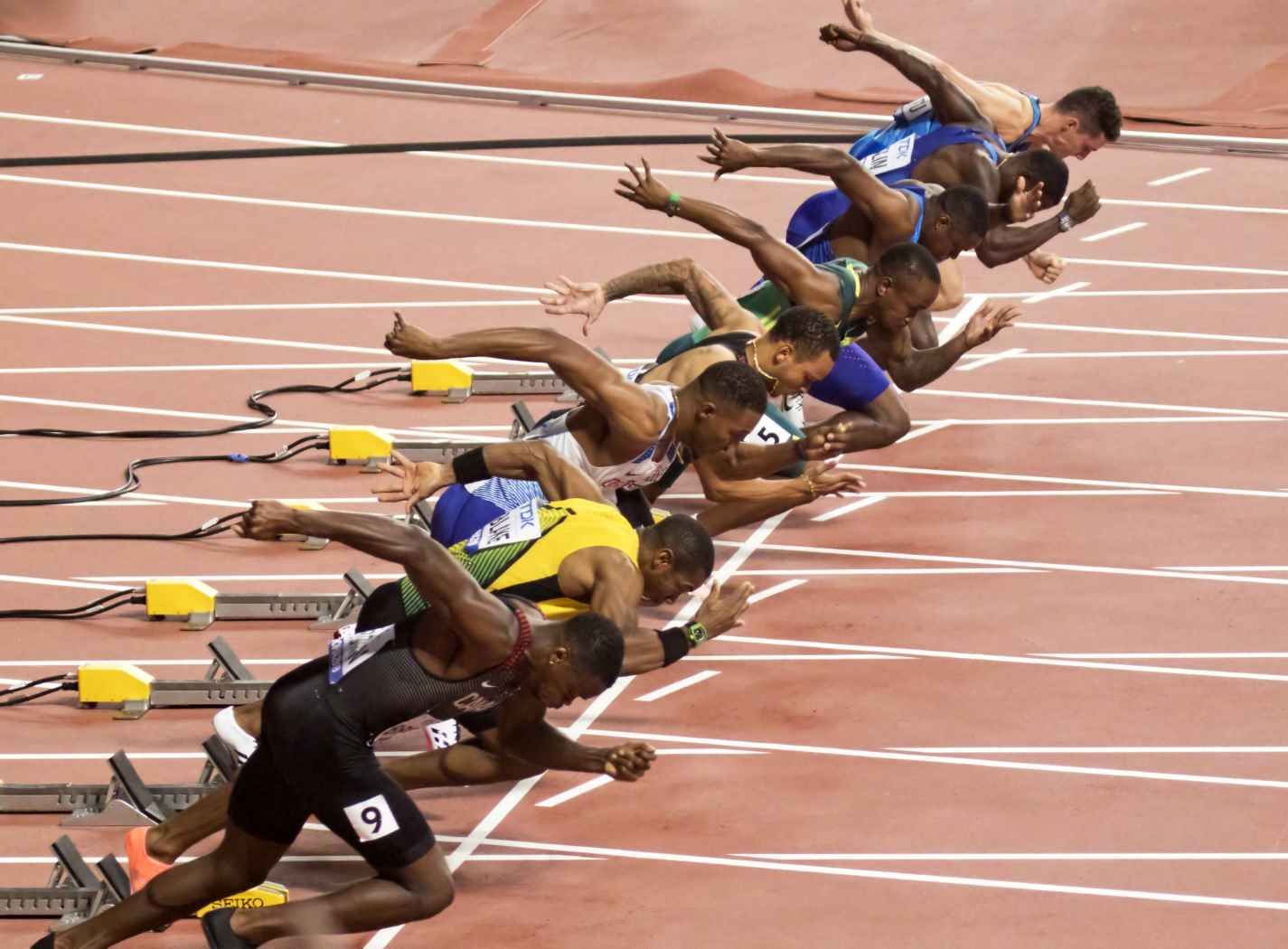
Старт спринтерів

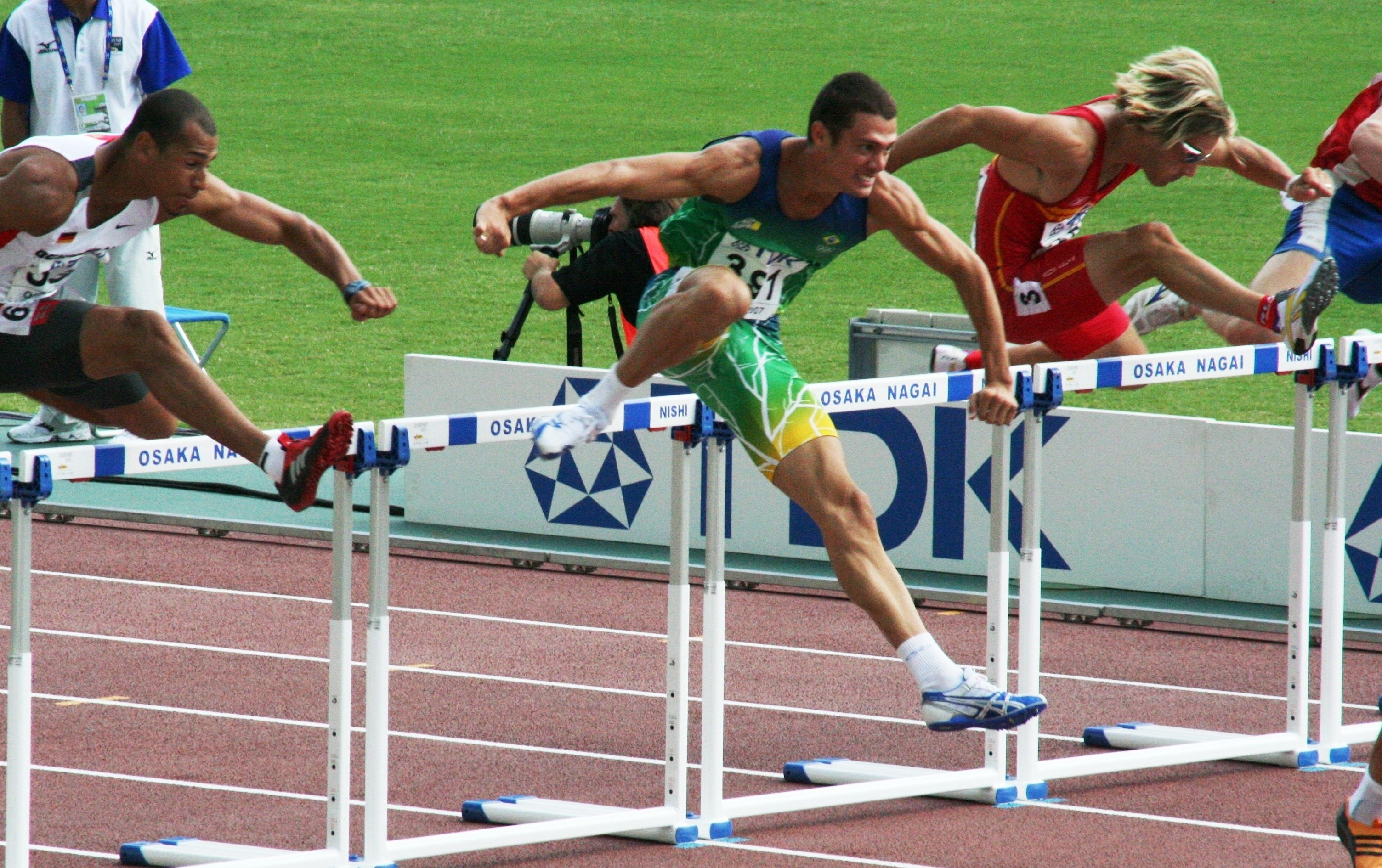
Біг з бар'єрами

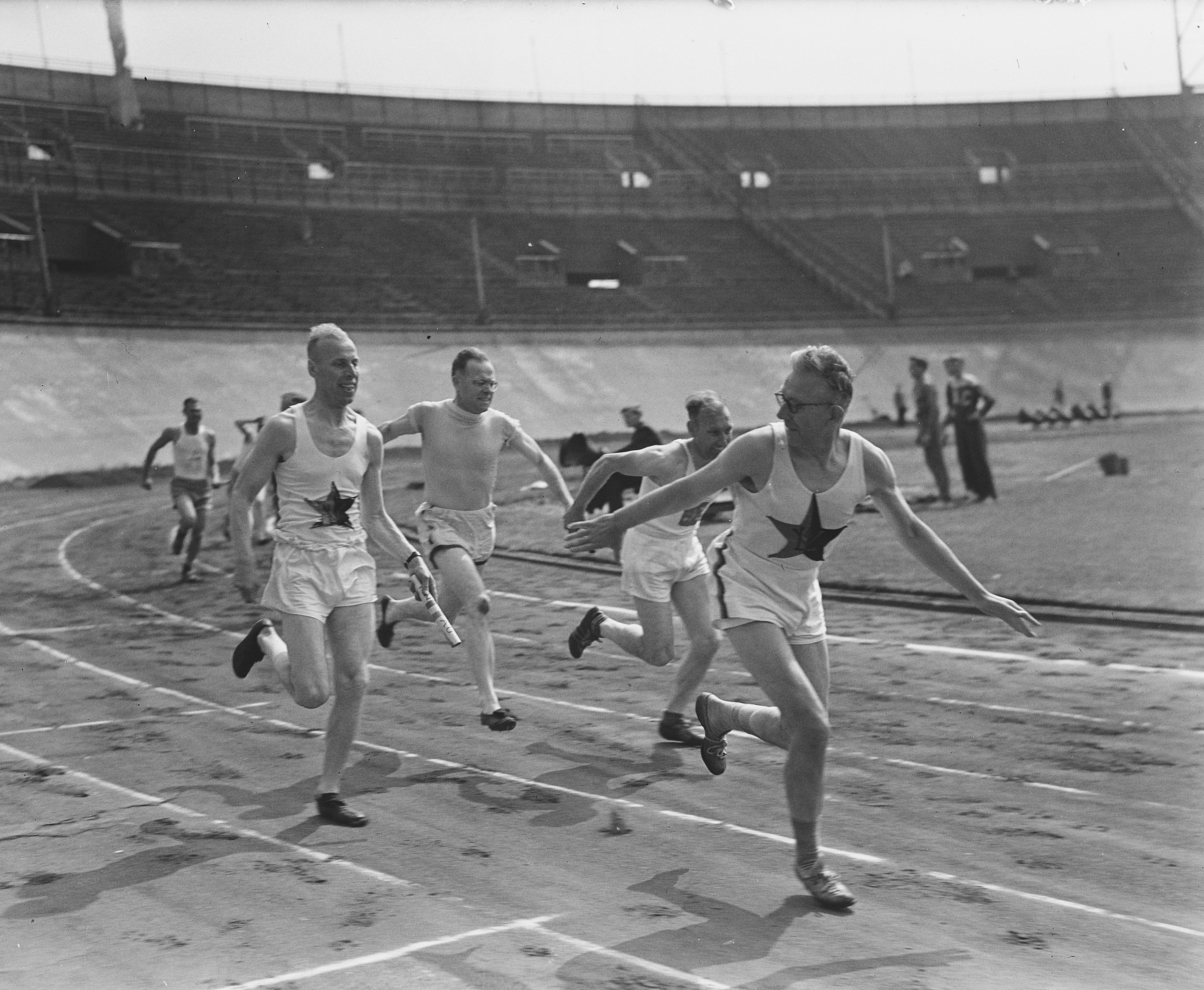
Естафетний біг

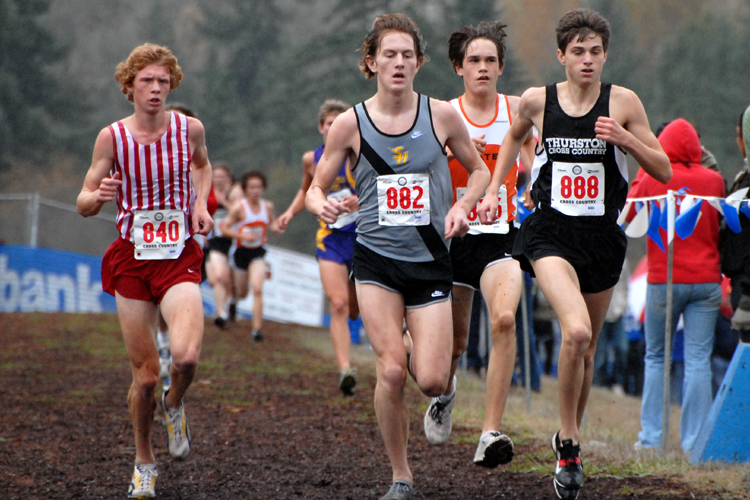
Кросовий забіг

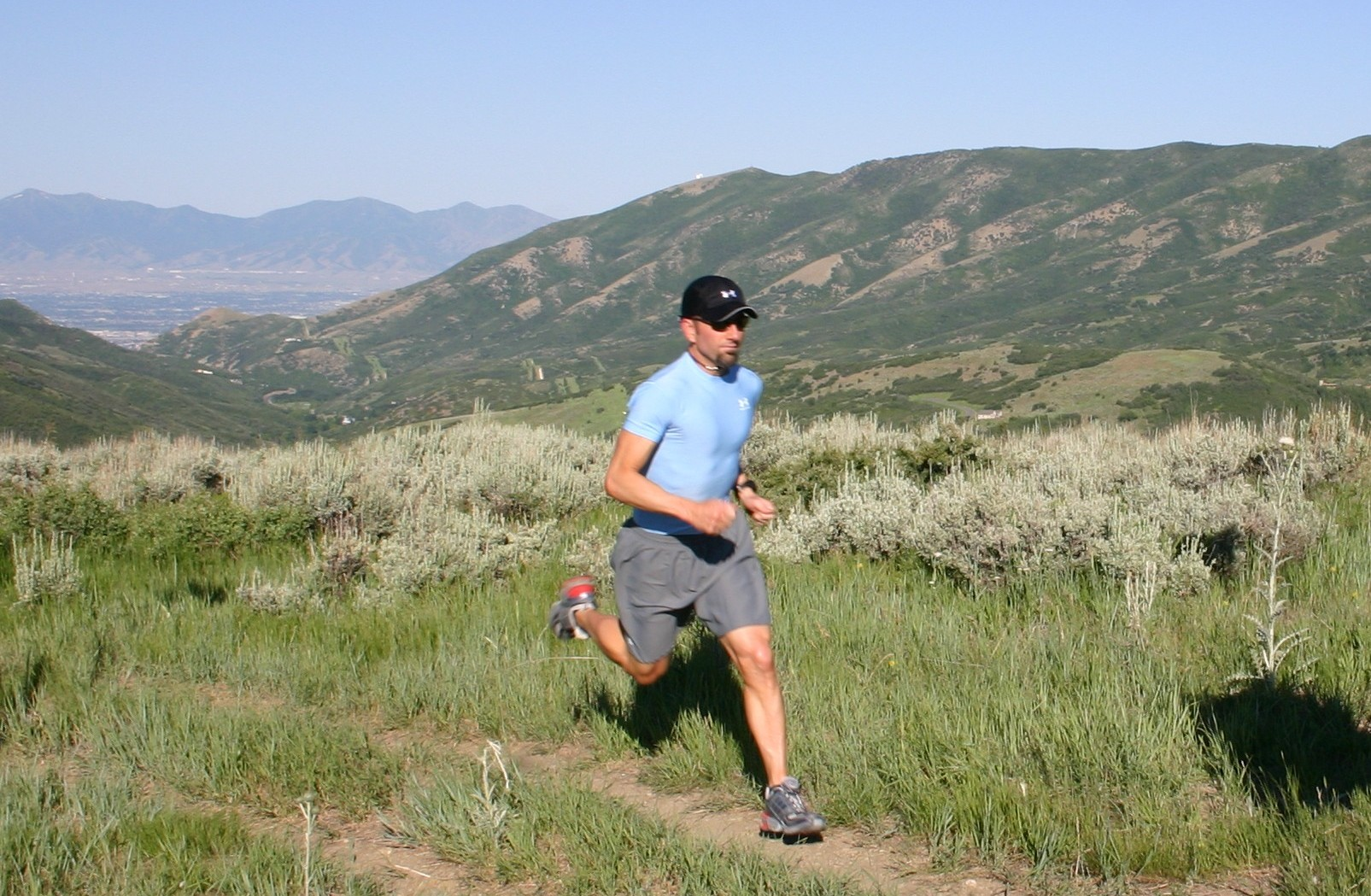
Трейловий бігун

Світова легка атлетика виділяє наступні групи легкоатлетичних дисциплін:
- Бігові дисципліни, які включають:
  - Спринтерський біг (дистанції до 400 метрів включно)
  - Біг на середні (дистанції до 3000 метрів включно) та довгі дистанції (дистанції довші за 3000 метрів)
  - Бар'єрний біг
  - Шосейний біг (дистанції будь-якої довжини до марафонської включно)
  - Естафетний біг
  - Кросовий біг
  - Гірський біг
  - Біг на ультрамарафонські дистанції
  - Трейловий біг
- Спортивна ходьба
- Стрибки
- Метання
- Багатоборство

### Біг
У бігових дисциплінах спортсмени, залежно від конкретної дисципліни, змагаються на:
- синтетичній доріжці стадіону на відкритому повітрі (довжина кола — 400 метрів) або арени під дахом (довжина кола — 200 метрів)
- шосе з асфальтовим покриттям
- пересіченій місцевості, гірських та інших трасах природного походження[11].

Найпопулярніші бігові дисципліни (загалом — 15) представлені в легкоатлетичній олімпійській програмі:
- три дисципліни спринтерського бігу: 100, 200 та 400 метрів
- три дисципліни бігу на середні дистанції: 800, 1500 метрів; 3000 метрів з перешкодами
- дві дисципліни бігу на довгі дистанції: 5000 та 10000 метрів
- одна «шосейна» дисципліна: марафонський біг
- три дисципліни бар'єрного бігу: 100 метрів (суто у жінок), 110 метрів (суто у чоловіків) та 400 метрів
- три естафетні дисципліни: 4×100 та 4×400 метрів у чоловіків та жінок, а також естафета 4×400 метрів серед змішаних команд (по два чоловіки та жінки у кожній).

Окремі інші популярні бігові дисципліни, що не входять до олімпійської програми, включають:
- біг на 60 метрів у приміщенні
- біг на 1 милю у приміщенні та на стадіоні
- шосейний біг на 10-кілометровій та напівмарафонській дистанціях.

Загальноприйнятим є вказувати довжину шосейної дистанції у кілометрах, а стадіонної — у тисячах метрів.
Групи позастадіонних бігових дисциплін також включають крос, гірський біг, біг на ультрамарафонські дистанції та трейл.

### Спортивна ходьба

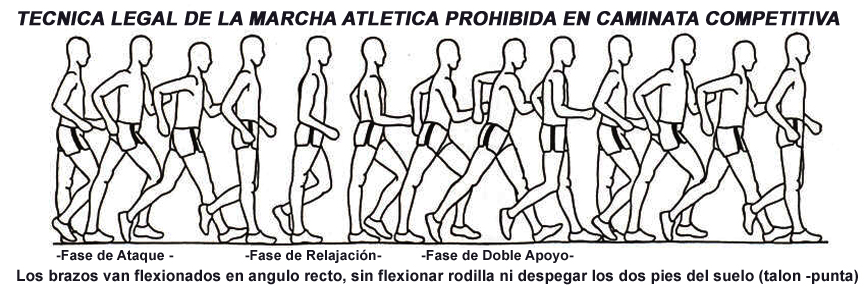
Послідовність руху при спортивній ходьбі

У порівнянні зі звичайною ходьбою, від учасників змагань зі спортивної ходьби, як групи легкоатлетичних дисциплін, вимагається дотримання двох ключових правил, за повторюване порушення яких спортсмен знімається з дистанції):
- спортсмен повинен постійно здійснювати контакт із землею, щоб при цьому не відбувалося видимої для людського ока втрати контакту з доріжкою
- винесена вперед (опорна) нога повинна бути повністю випрямлена (не зігнута в колінному суглобі) з моменту першого контакту із землею до проходження вертикалі.

Швидкість спортивної ходьби в 2-2,5 рази вище звичайної, що досягається як довжиною (105—115 см), так і частотою (180—200 на хвилину) кроку.

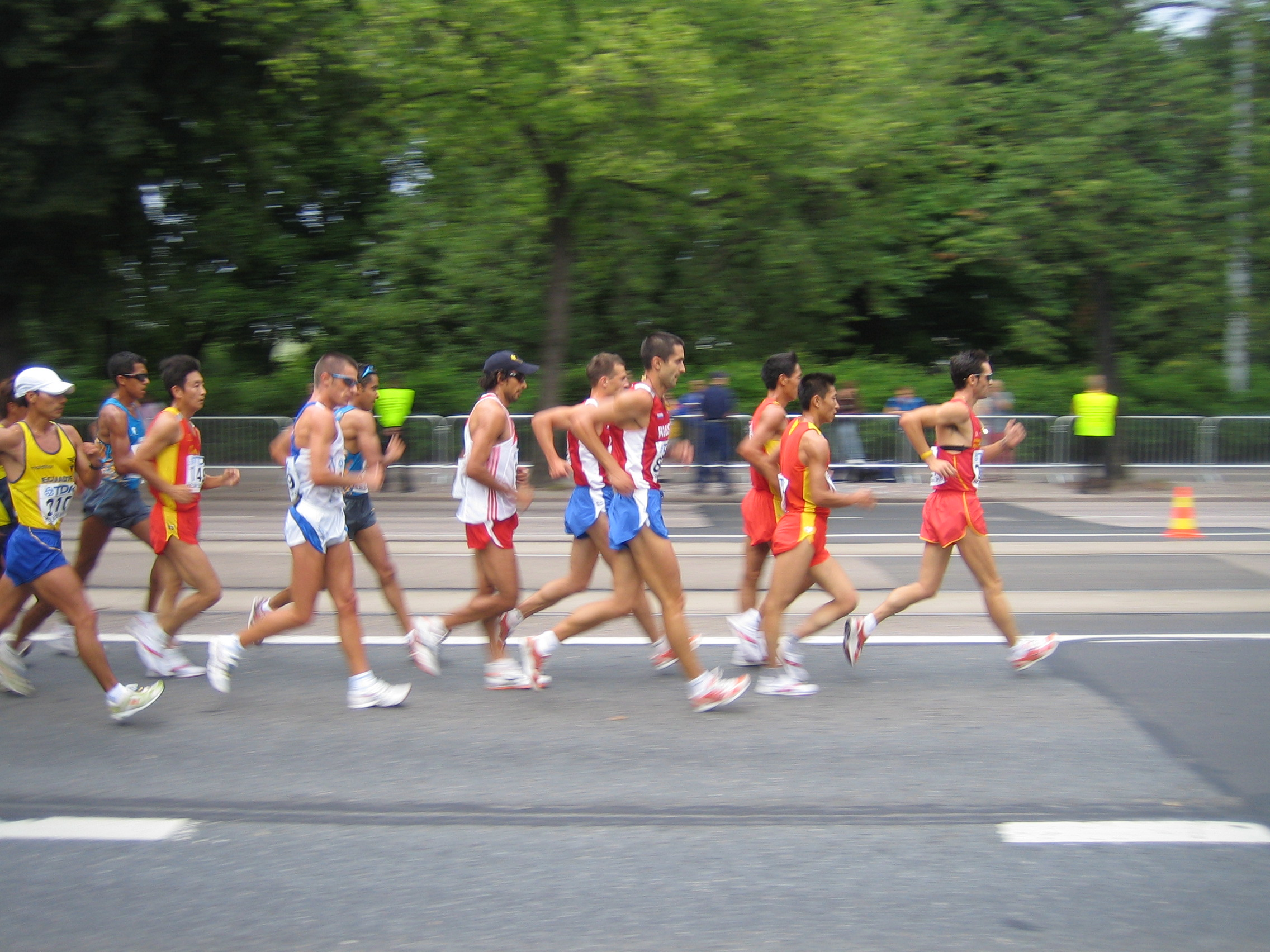
Спортивні ходоки на дистанції

Починаючи з 1908, спортивна ходьба входить до програми Олімпійських ігор (за винятком Ігор-1928), а з 1934 — до програми чемпіонатів Європи з
легкої атлетики. У 1976 було визначено перших чемпіонів світу зі спортивної ходьби на 50 кілометрів.
У межах сучасної олімпійської програми чоловіки змагаються на відкритому повітрі на двох дистанціях ходьби (20 (з 1956) та 50 кілометрів) (з 1932), в той час як у жінок олімпійське золото розігрується лише на 20-кілометровій дистанції (з 2000 — до цього з 1992 жінка змагались на вдвічі коротшій дистанції). На відміну від цього, на чемпіонатах світу обидві дистанції представлені як у жіночій, так і у чоловічій програмах. Відносно розповсюдженою (перш за все, у молодших вікових групах) є і 10-кілометрова дистанція ходьби.
На відкритому повітрі дистанції ходьби прокладаються, як правило, колом завдовжки 1-2 км.
Крім цього, змагання ходоків іноді проходять і на доріжці стадіону (як правило, це дисципліни ходьби на 10000, 20000 та, рідко, 50000 метрів), а також у приміщенні (стандартні дистанції на аренах під дахом, що проходять 200-метровим колом, становлять 3000, 5000 та, іноді, 10000 метрів).
Аналогічно із розрізненням шосейних та стадіонних бігових дистанцій, загальноприйнятим є вказувати довжину шосейної дистанції ходьби у кілометрах, а стадіонної — у тисячах метрів.

### Стрибки

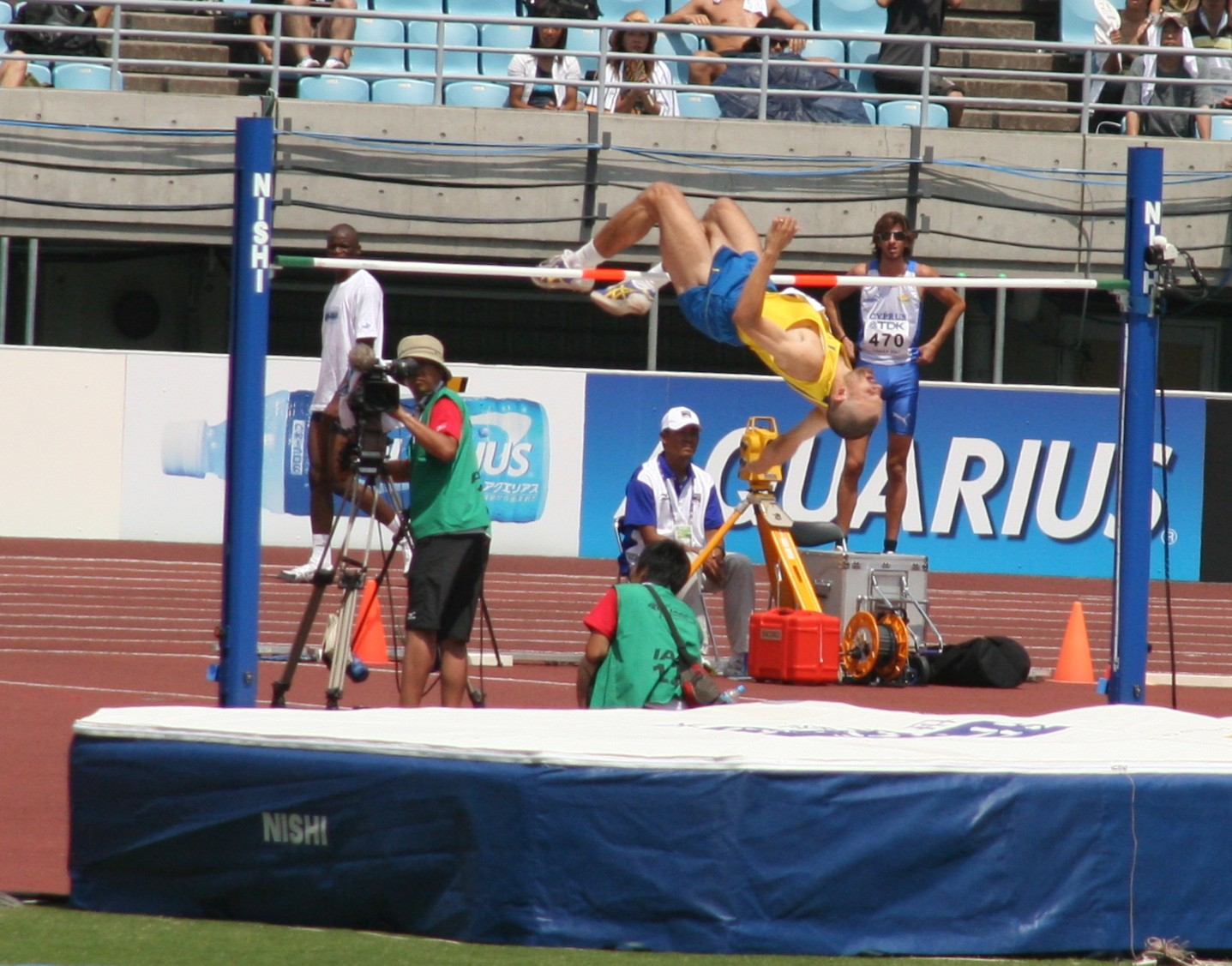
Стрибок у висоту

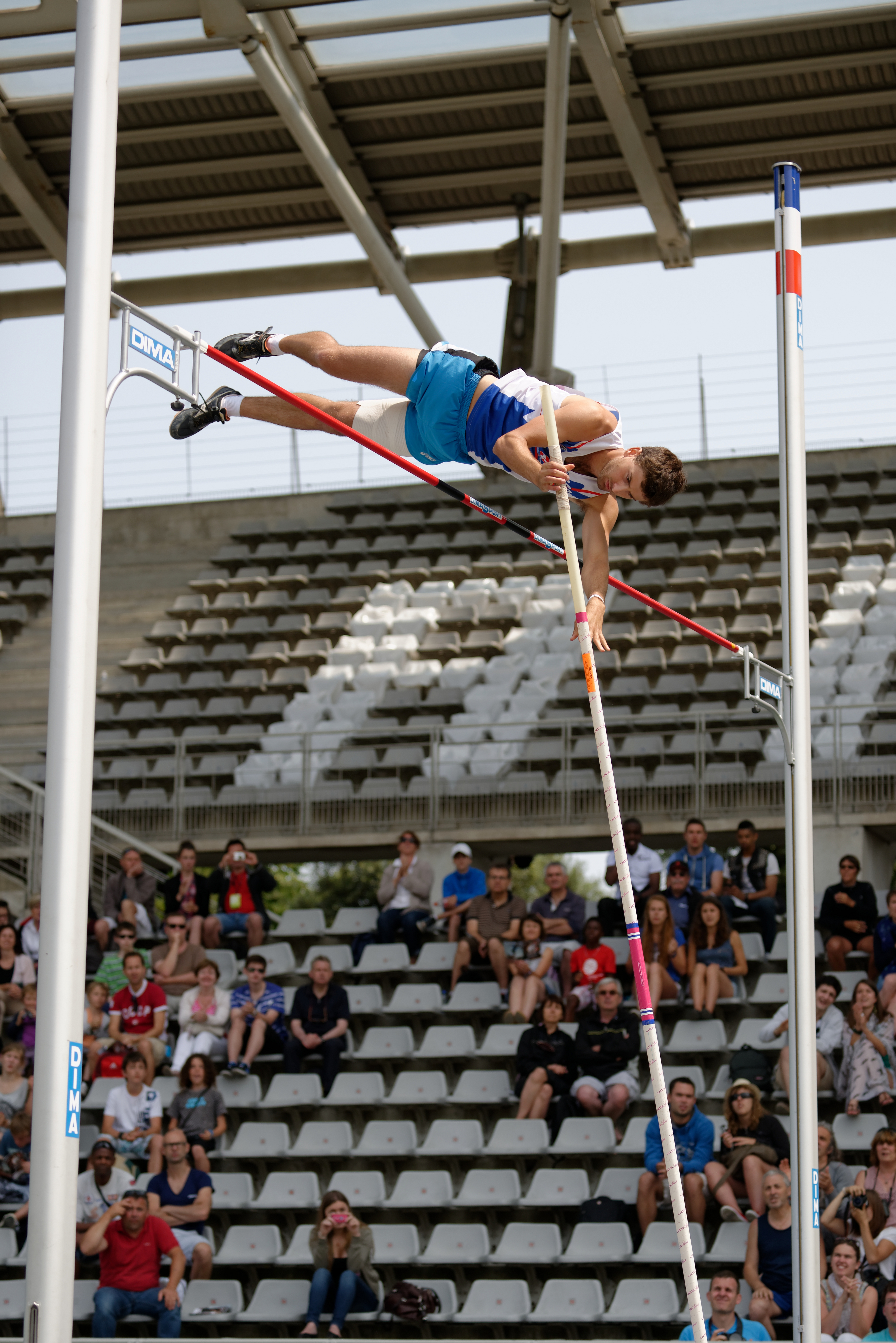
Стрибун з жердиною над планкою

Стрибкові дисципліни у легкій атлетиці, всі з яких — олімпійські, поділяють на горизонтальні та вертикальні.
До горизонтальних стрибків належать стрибки у довжину та потрійний стрибок.
Вертикальні стрибкові дисципліни представлені стрибками у висоту та стрибками з жердиною.
Змагання зі стрибків у довжину включалися до програми Олімпійських ігор Давньої Греції (в складі пентатлона), з другої половини XIX століття — до програми національних змагань з легкої атлетики, з 1896 — до програми всіх Олімпійських ігор, з 1934 проводяться чемпіонати Європи, а з 1983 — чемпіонати світу. На перших сучасних Олімпійських іграх проводились змагання зі стрибків з місця: в довжину, висоту (1900—1912) та в потрійному стрибку (1900—1904).
У програмі сучасних олімпійських змагань представлені все чотири стрибкових дисципліни як у чоловіків, так і у жінок.

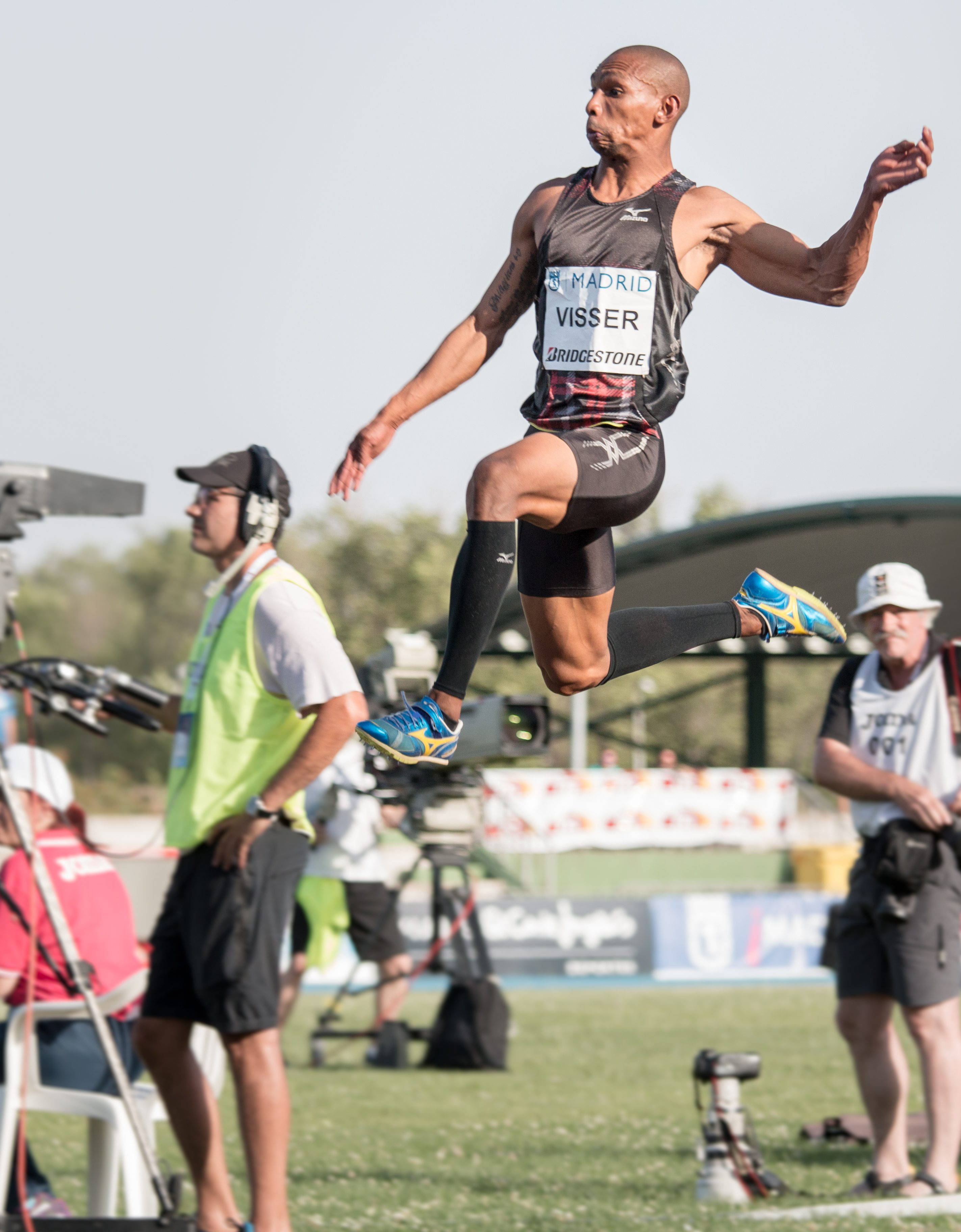
Стрибун у довжину

Кінограма потрійного стрибку

У стрибку в довжину та потрійному стрибку спортсменам надається в кваліфікаційних змаганнях по 3 спроби. До фіналу потрапляють, як правило, 12 найсильніших за результатами кваліфікації, де кожен має змогу виконати три спроби, а 8 найсильніших у фіналі — ще по 3.
Стрибунам у висоту і з жердиною надається по 3 спроби на кожній висоті (в будь-якому випадку — допускається не більше трьох поспіль невдало виконаних спроб на будь-яких висотах).
Стрибки у висоту, довжину, з жердиною входять до програми легкоатлетичного десятиборства і чоловічого семиборства в приміщенні, а стрибки у висоту та довжину — до жіночих семиборства та п'ятиборства в приміщенні.
До програми чемпіонатів світу всі види стрибків включили з першого ж чемпіонату — з 1983, окрім жіночих потрійного стрибка (вперше включено 1993 року) та стрибка з жердиною (у 1999).

### Метання

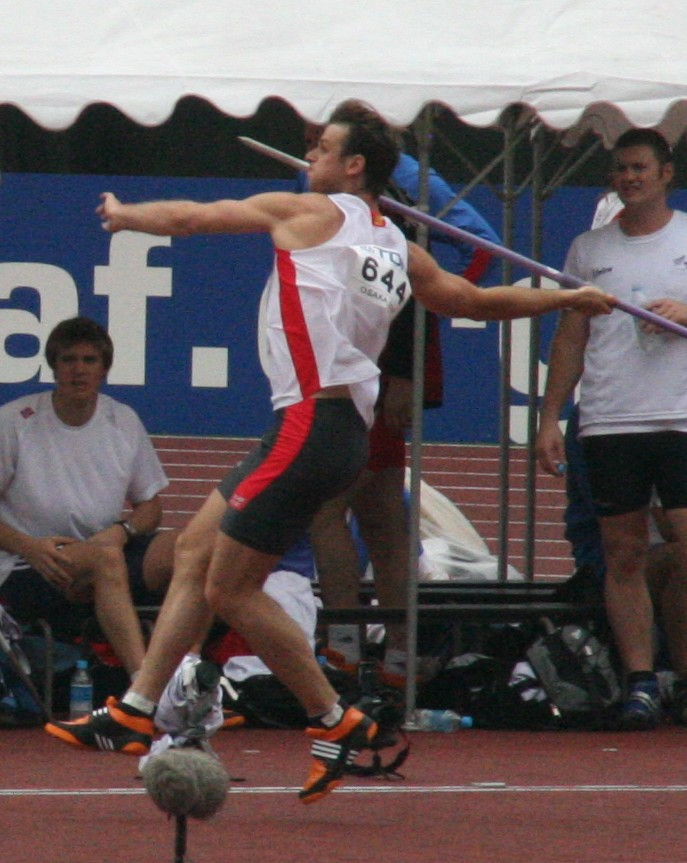
Метання списа

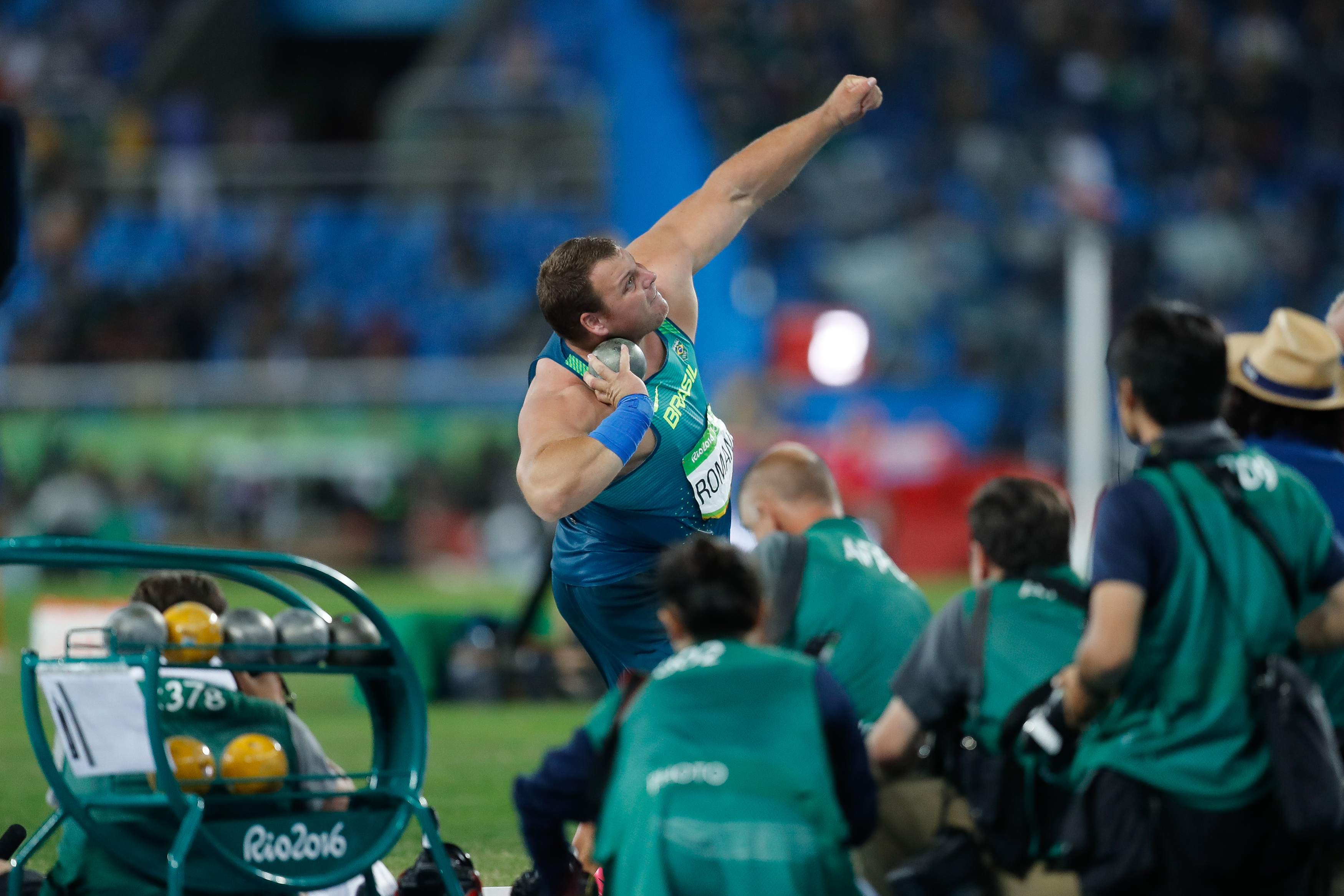
Штовхання ядра

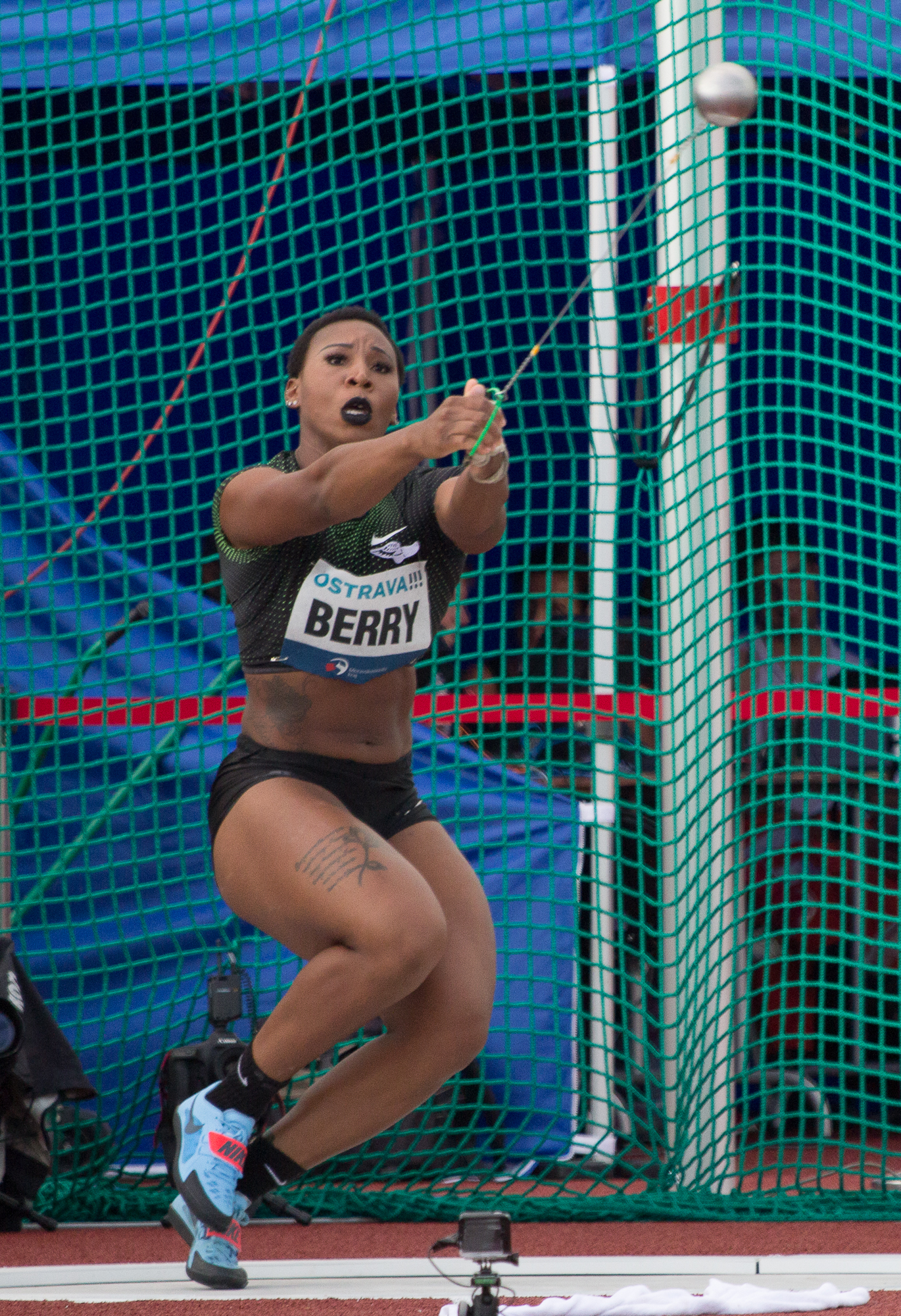
Метання молота

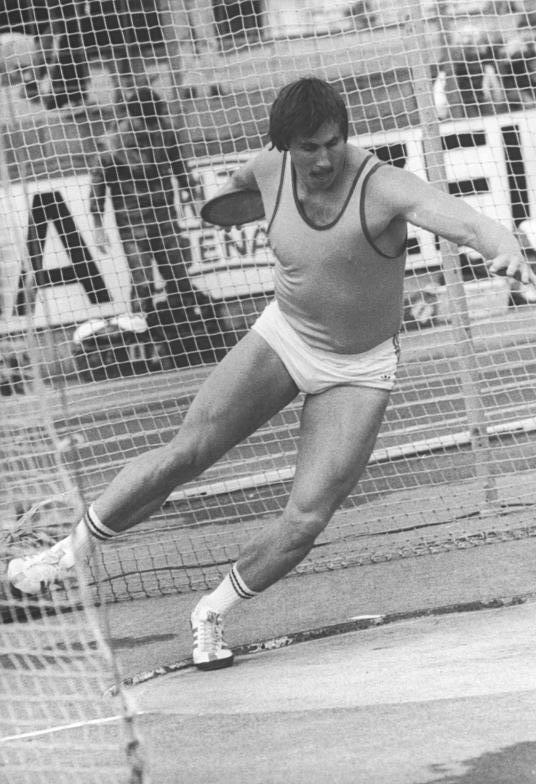
Метання диска

Метання являє собою комплекс спортивних дисциплін легкої атлетики, що включає метання диска, списа, молота та інших спортивних снарядів, а також штовхання ядра на дальність.
Змагання з метання диска та списа входили в програму Олімпійських ігор Давньої Греції.
Програма метань на сучасних Олімпійських іграх на перших порах постійно змінювалася.
1896 року на Іграх I Олімпіади до програми включили змагання зі штовхання ядра та метання диска.
У 1900 з'явилося метання молота.
На Іграх у 1904 та 1920 проходили змагання з метання ваги 56 фунтів (25,4 кг).
На Іграх-1908 у програмі з'явилося метання списа. Причому, крім класичного стилю, диск і спис також метали окремо античним (передбачав виконання атлетом спроб, стоячи на чотирикутній платформі замість класичного способу метання з кола) та довільним (передбачав можливість під час виконання спроби тримати спис не по центру, а в будь-якому іншому місці) стилями відповідно.
На Іграх-1912 нововведенням (яке не було представлено на наступних Олімпіадах) у легкоатлетичній олімпійській програмі були представлені як окремі три дисципліни метань (ядро, диск та спис), в яких підсумковий залік визначався залежно від суми найкращих спроб, виконаних обома руками (кожен спортсмен виконував по три спроби кожною рукою).
Починаючи з 1924, програма чоловічих змагань остаточно встановилася: штовхання ядра, метання диска, молота, списа.
До Ігор-1932 змагалися тільки чоловіки. Починаючи з 1932 в боротьбу за олімпійські нагороди включились жінки. З цього року в олімпійській програмі з'явилися змагання з метання диска та спису серед жінок. На Іграх-1948 до програми змагань включили штовхання ядра, а з 2000 — метання молота серед жінок.
Метання диска і списа є також дисциплінами чоловічого десятиборства, а штовхання ядра — жіночого семиборства.

### Багатоборство
Багатоборства включають змагання із кількох легкоатлетичних дисциплін, і переможець визначається за сумою очок, які даються за результат у кожній дисципліні. До сучасної олімпійської програми входять десятиборство у чоловіків та семиборство у жінок. До 1980 року жіночі змагання проводилися з п'яти видів, утворюючи п'ятиборство. До чоловічого десятиборства входять чотири бігові дисципліни, три стрибкові та три метальні.
Змагання у залах проводяться зазвичай за вкороченою програмою, оскільки деякі з дисциплін, такі як метання списа, наприклад, потребують простору.

## Організації
Головним органом управління справами легкої атлетики є Міжнародна асоціація легкоатлетичних федерацій IAAF, заснована в 1912 році після стокгольмської Олімпіади. IAAF встановлює правила проведення змагань і наглядає за їх дотриманням, офіційно засвідчує світові рекорди та забезпечує організацію міжнародних змагань. IAAF налічує 212 національних федерації, тобто охоплює усі країни світу і навіть деякі території, які ще не отримали офіційної незалежності.
Міжнародна асоціація легкоатлетичних федерацій має шість континентальних підрозділів. Європейська асоціація легкої атлетики заснована в 1970 році. В Україні розвитком легкої атлетики займається Федерація легкої атлетики України.
Найбільші регіональні організації:
- Європейська легкоатлетична асоціація — Європейська асоціація легкої атлетики під егідою якої проводяться Чемпіонати Європи (відкритий і закритий)[джерело?].
- Легкоатлетична асоціація Північної і Центральної Америки та країн Карибського басейну

Головні старти, що проводяться під егідою IAAF, — змагання з легкої атлетики в програмі Олімпійських ігор, а також чемпіонати світу на відкритих стадіонах і в закритих приміщеннях.

## Основні змагання
Міжнародні змагання з легкої атлетики організовані за чотирирічними циклами. Головні турніри — Олімпійські ігри та чемпіонати світу з легкої атлетики, що відбуваються щочотири роки. У цих великих змаганнях можуть брати участь у кожному з видів тільки по три спортсмени від країни[джерело?]. Для відбору гідних спортсменів із великого числа країн, міжнародною асоціацією встановлені мінімальні нормативи, яким повинні задовольняти претенденти на участь.

### Комерційні і некомерційні змагання
Різниця між комерційними та некомерційними змаганнями головним чином полягає в підході до відбору атлетів і різному тлумаченні правил[джерело?]. 

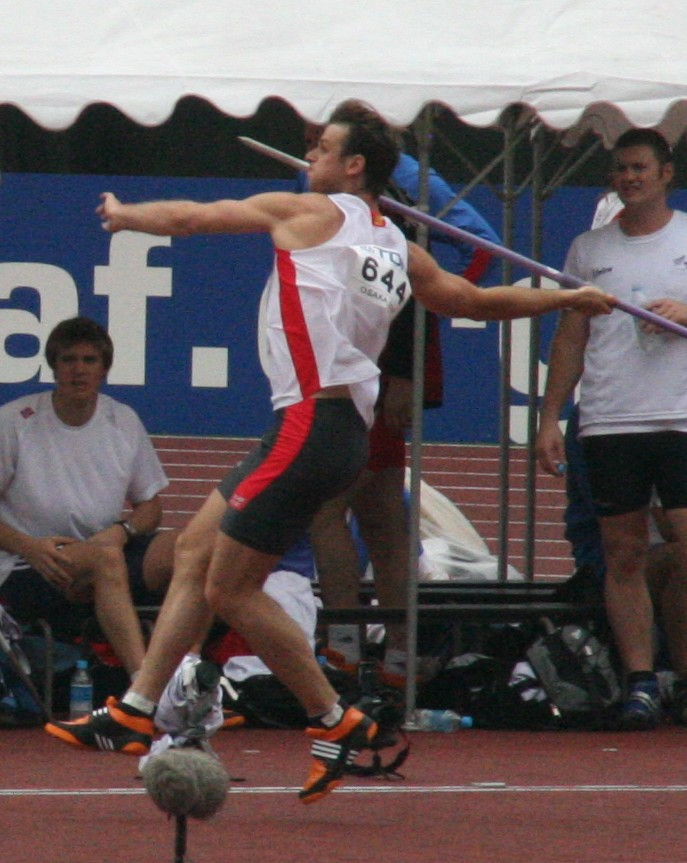
Метання списа на Чемпіонаті світу 2007 (Штефан Штедінг)

Основні особливості комерційних ігор[джерело?]:
- змагання проводяться зазвичай в одне коло;
- будь-яку кількість учасників від країни, в тому числі вайлд-кард, можуть отримати учасники від країни організатора;
- допускається використання пейсмейкера в бігових дисциплінах;
- допускається зменшення кількості спроб в технічних дисциплінах до 4 (замість 6);
- чоловіки і жінки можуть брати участь в одному забігу;
- нестандартний підбір видів у легкоатлетичні багатоборства.

Все це зазвичай робиться з метою підвищення видовищності та динамізму спортивного змагання[джерело?].
До міжнародних некомерційних змагань належать[джерело?]:
- Літні Олімпійські ігри — легка атлетика в програмі Ігор з 1896 року;
- Чемпіонат світу на відкритих стадіонах — проводиться з 1983 року, раз на два роки по непарних роках. Чергова світова першість 2017 року пройшла в серпні 2017 року у Лондоні; наступна відбудеться у вересні-жовтні 2019 року в Досі (Катар).
- Чемпіонат світу в приміщенні — проводиться з 1985 року, раз на два роки по парних роках;
- Чемпіонат Європи на відкритих стадіонах — проводиться з 1934 року раз на чотири роки (з 2010 — раз на два роки). Черговий Чемпіонат Європи пройшов в 2016 році в Амстердамі;
- Чемпіонат Європи в приміщенні — проводиться з 1966 року, раз на два роки по непарних роках;
- Кубок світу на відкритих стадіонах (командні змагання) — проводиться раз на чотири роки.

Основні комерційні змагання:
- Гран-Прі — цикл літніх змагань проходять щорічно і закінчуються фіналом Гран-Прі;
- Золота ліга — змагання проводились з 1998 року по 2010 рік. Золоту лігу замінила Діамантова ліга[19].
- Діамантова ліга — цикл змагань проводиться щорічно з 2010 року.

### Олімпійські ігри
Легка атлетика входить до числа п'яти олімпійських видів спорту, які були представлені на всіх Олімпіадах. Число медалей, які розігрують на олімпійських змаганнях, змінювалося від 12 на першій Олімпіаді 1896 до 47 на Літніх іграх у Пекіні. Жінки почали змагатися на Олімпіадах, починаючи з 1928 року, проти волі барона де Кубертена[джерело?]. Олімпійський легкоатлетичний турнір проводиться на Олімпійському стадіоні і є центральною подією олімпійської програми, притягаючи увагу глядачів і засобів масової інформації.

### Чемпіонати світу
Чемпіонати світу з легкої атлетики мають порівняно коротку історію. Перший такий турнір відбувся в 1983 році в Гельсінкі. Переможці змагань в кожній дисципліні оголошуються чемпіонами світу. Починаючи з 1991 року змагання стали проводитися щодва роки, відбуваючись у рік перед Олімпіадою і в рік після Олімпіади. В проміжні роки проводяться чемпіонати світу з кросу. Чемпіонати світу з легкої атлетики в залі проходять теж щодва роки, відмінні від тих, в яких проходять чемпіонати на відкритому повітрі. Перший такий чемпіонат відбувся в 1985 році в Парижі, але офіційна назва затвердилася тільки, починаючи з турніру 1987 року в Індіанаполісі.

### Чемпіонати континентів
Континентальні федерації легкої атлетики проводять власні чемпіонати. Чемпіонати Європи також відбуваються щочотири роки посередині олімпійського циклу. Перший такий чемпіонат було організовано в Турині в 1934 році, останній відбувся у 2010 в Барселоні. Починаючи з 1966 року проводять чемпіонати Європи в залах. Окремо організовують також чемпіонати світу й Європи з кросу[джерело?], ходьби[джерело?], напівмарафону й марафону[джерело?].

### Легкоатлетичні турніри
Окрім чемпіонатів щороку проходить чимало турнірів світового й регіонального масштабу, які фінансуються громадськими організаціями й приватними спонсорами. Здебільшого програма таких турнірів скорочена до кількох дисциплін[джерело?]. На такі турніри спортсмени отримують особисті запрошення від організаторів, які керуються в своїх рішеннях як міркуваннями найкращих результатів, так і представництва від окремих країн, зазвичай країн-організаторів.
Низка змагань Золотої ліги входила у Всесвітній тур легкої атлетики з 1998 року. На змагання ліги запрошувалися спортсмени, які мали найкращі результати в сезоні. Змагання ліги широко освітлювалися засобами масової інформації, зокрема телебаченням. 2008 року вони включали 6 турнірів: в Осло, Римі, Цюриху, Брюсселі та Берліні з фіналом у Монако. Спортсмени, які зуміли виграти всі турніри у своїй дисципліні, ділили між собою джекпот — злиток золота вартістю в один мільйон доларів США[джерело?]. Шість дисциплін, для яких чинне це правило, вибирала IAAF[джерело?]. З 2010 року її замінила Діамантова ліга. Кількість етапів зросла до 14, а дисциплін — до 16(9 бігових та 7 технічних).
Інші турніри, менш престижні, ніж Золота ліга, об'єднані в Супер-гранпрі та Гранпрі. Вони повинні відповідати численним критеріям щодо якості інфраструктури, забезпечення, мінімального грошового фонду, представництва легкоатлетів відповідно до рейтингу[джерело?]. Змагання ще нижчого рангу не дають спортсменам очок в класифікацію IAAF[джерело?]. Світові фінали, що відбуваються в кінці сезону, збирають найкращих спортсменів року.

### Інші змагання
Командні змагання з легкої атлетики зазвичай називаються кубками. Серед них Кубок світу серед націй, в якому змагаються команди континентів[джерело?], Кубок світу з марафону, Кубок світу з ходьби. В Європі з 1965 року проводиться Кубок Європи з легкої атлетики — змагання між командами європейських країн. Починаючи з 1993 це змагання проходить щорічно.
Міжнародні матчі охоплюють змагання у всій олімпійській програмі. Серед таких матчів особливо принциповими були матчі між США та СРСР[джерело?]. У час до проведення чемпіонатів світу ці змагання мали статус основного змагання року. Франція спробувала відновити престиж таких змагань, організувавши Деканасьон — турнір з десяти дисциплін між провідними легкоатлетичними державами світу (Україна займає в цих змаганнях 5-6 місця). Крім того, легкоатлетичні змагання входять до складу таких змагань, як Ігри Співдружності, Середземноморські ігри, Панамериканські ігри, універсіади тощо.

## Розвиток
Легка атлетика належить до найпопулярніших видів спорту, бо не вимагає дорогих умов для занять. Цим зумовлена її висока поширеність, в тому числі і в економічно слаборозвинених країнах Азії, Африки та Латинської Америки. За всю історію чемпіонатів світу з 1983 по 2007 рік медалі на них завойовували спортсмени 83 країн.
Найрозвиненіша легка атлетика, як вид спорту в таких країнах як США, Росія, Німеччина, Велика Британія, Кенія, Ефіопія.
Найбільшу кількість золотих медалей на останньому чемпіонаті світу на відкритих стадіонах (2017 рік) завойовано спортсменами США.

## Спортсмени
Найбільшу кількість золотих медалей в історії Олімпійських ігор виграли Карл Льюїс (США) та Пааво Нурмі (Фінляндія) — 9 золотих медалей.
Видатні результати в історії світового спорту показали такі легкоатлети як:
- Роберт Корженевський ( Польща)
- Джессі Оуенс ( США)[22]
- Валерій Брумель ( СРСР)
- Ел Ортер ( США)
- Сергій Бубка ( СРСР- Україна)[23]
- Майкл Джонсон ( США)
- Гішам Ель-Герруж ( Марокко)
- Хайле Гебреселассіє ( Ефіопія)
- Кененіса Бекеле ( Ефіопія)
- Усейн Болт ( Ямайка)[24]
- Ніна Пономарьова-Ромашкова ( СРСР)
- Тетяна Казанкіна ( СРСР)
- Ірена Шевінська ( Польща)[25]
- Хайке Дрехслер ( НДР)[26]
- Вілма Рудольф ( США)
- Стефка Костадінова ( Болгарія)
- Джекі Джойнер-Керсі ( США)[27]
- Месерет Дефар ( Ефіопія)
- Тірунеш Дібаба ( Ефіопія)
- Олена Ісінбаєва ( Росія)